# Allgemeiner Deutscher Frauenverein

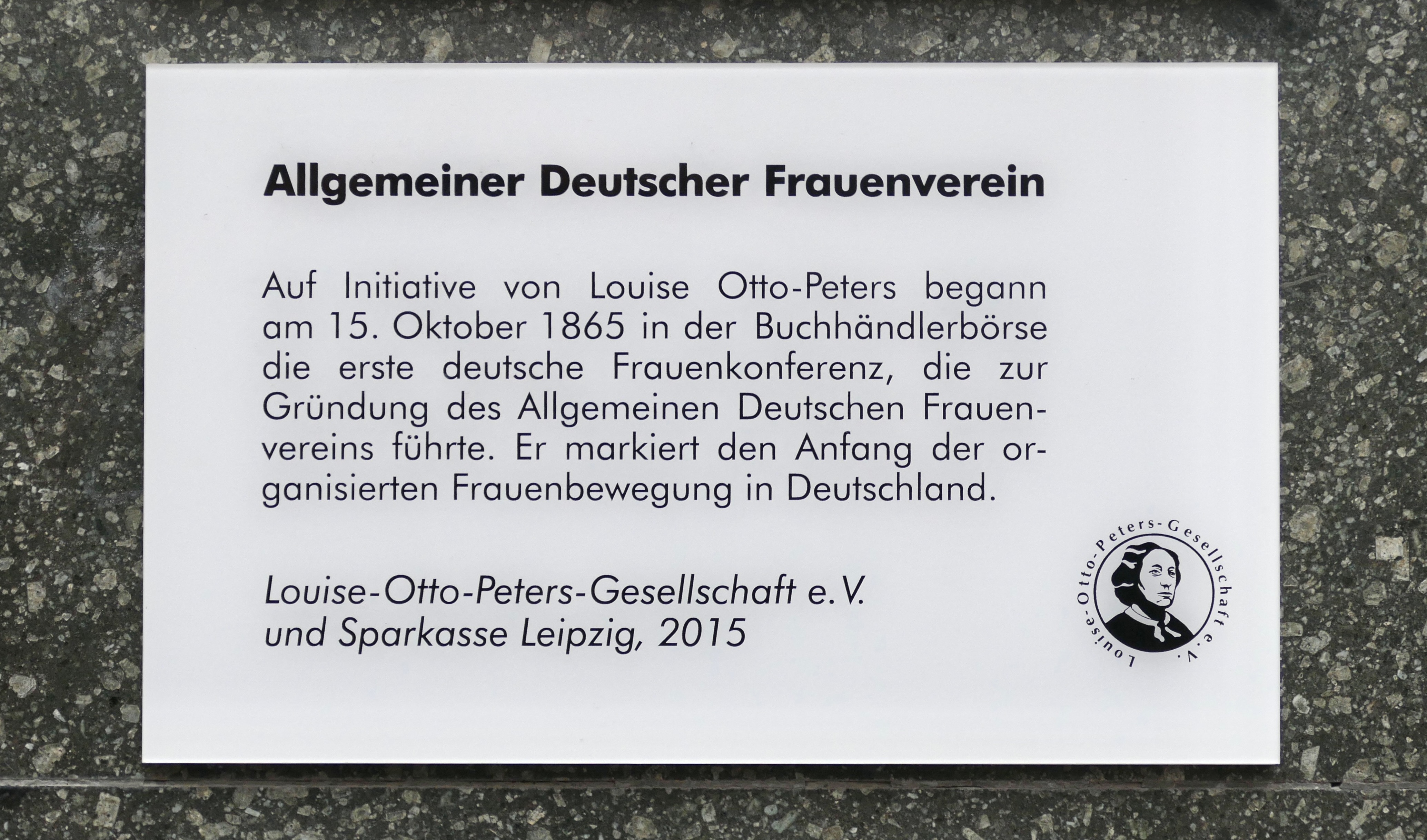
Hinweistafel in Leipzig, Ritterstraße 12: Hier nahm am 15. Oktober 1865 die Deutsche Frauenbewegung ihren Anfang

Der Allgemeine Deutsche Frauenverein (ADF) war der erste Frauenverein in Deutschland. Er wurde am 18. Oktober 1865 durch Louise Otto-Peters in Leipzig gegründet. Seine zentrale Forderung war das Recht der Frauen auf gleiche Bildung sowie auf Chancengleichheit am Arbeitsmarkt. Noch im Jahr der Gründung entstanden zahlreiche Lokalvereine. Eine der ersten Aktivitäten war die Herausgabe einer Verbandszeitschrift. 1920 wurde der ADF in Deutscher Staatsbürgerinnenverband umbenannt. Im Oktober 2015 feierte er in Leipzig seinen 150. Gründungstag im Rahmen einer internationalen wissenschaftlichen Tagung.

## Geschichte

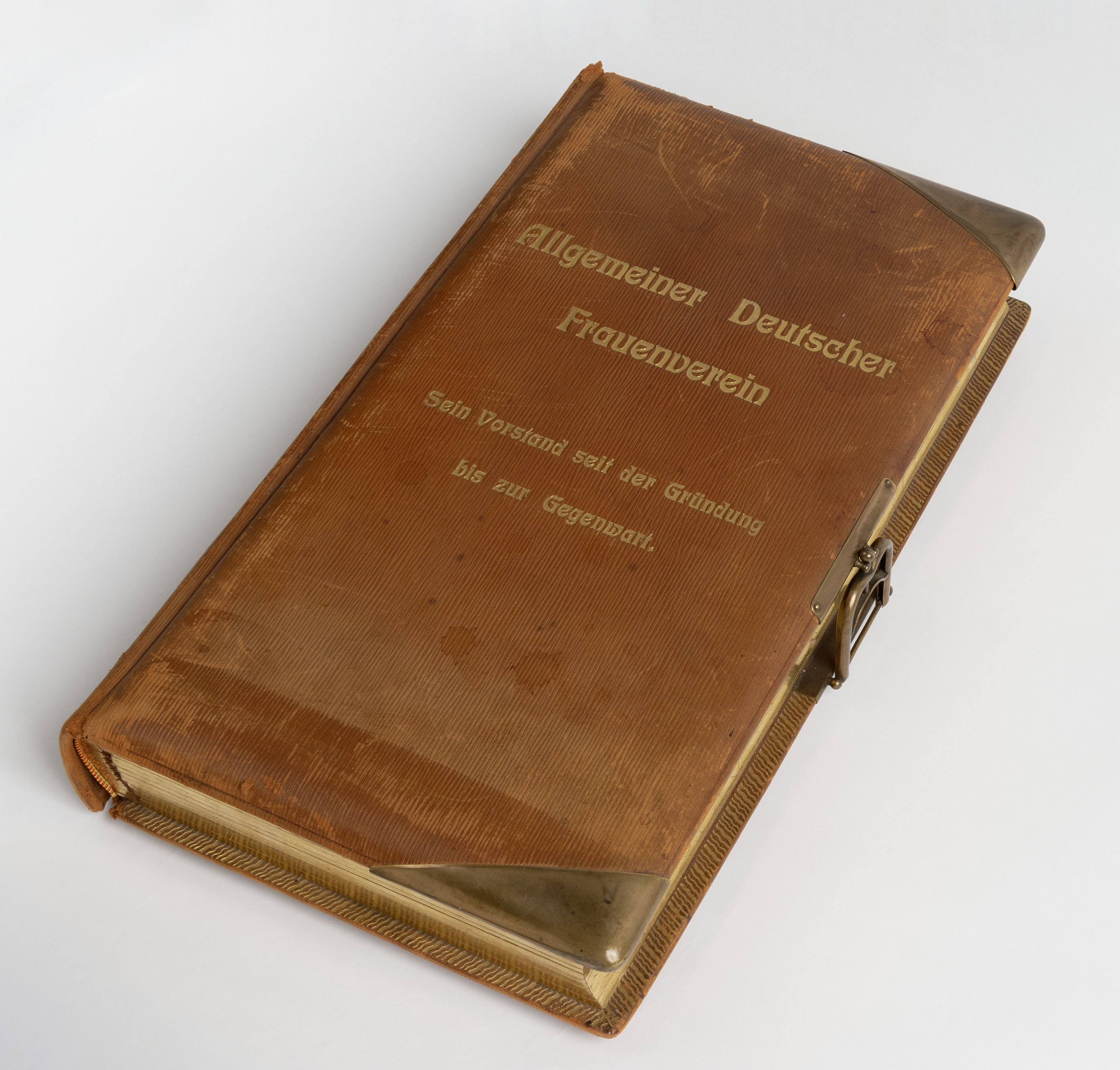
Prunkalbum des Allgemeinen Deutschen Frauenvereins mit Fotografien der Hauptaktivistinnen (um 1900)

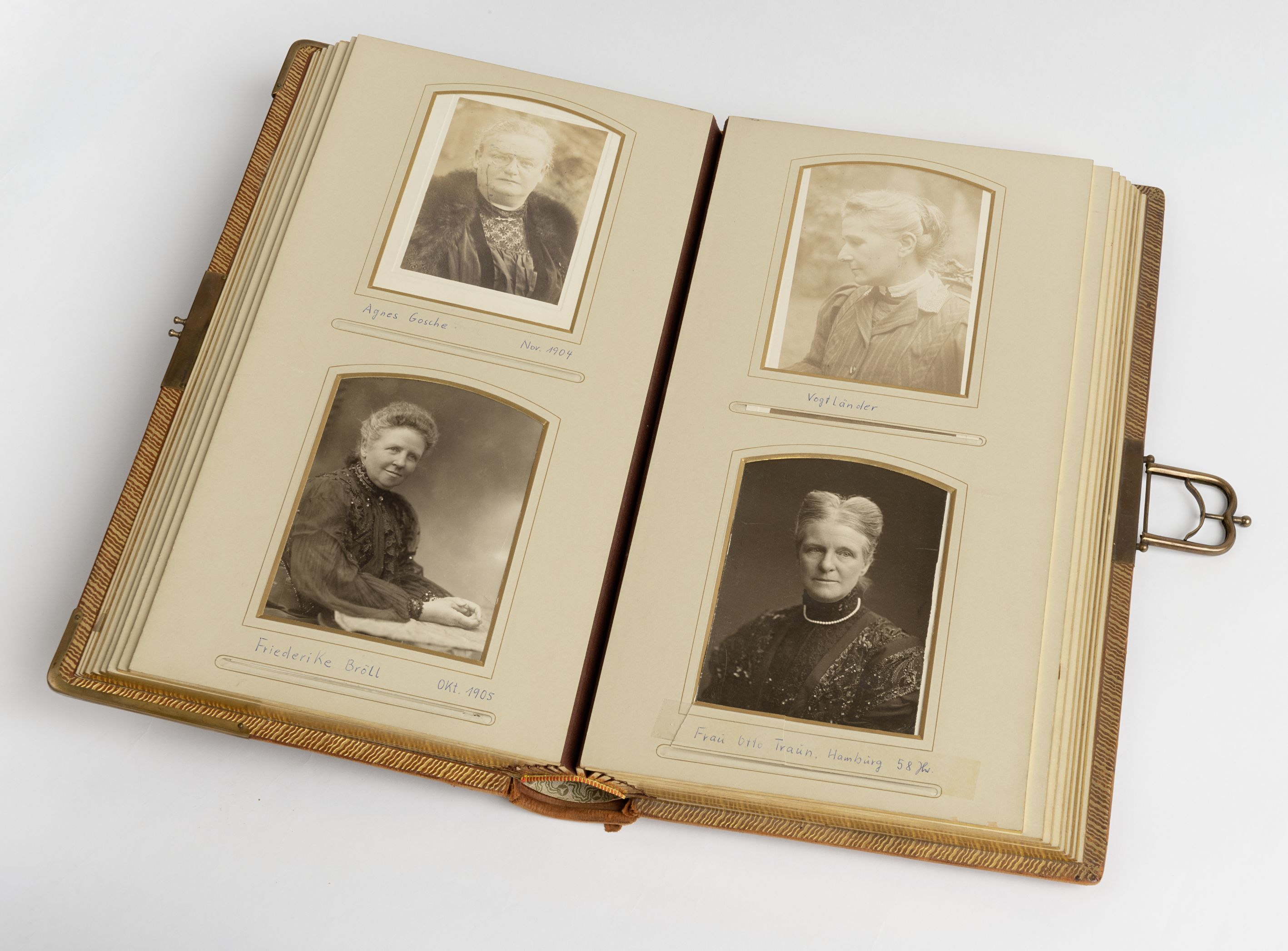
Prunkalbum, aufgeschlagen

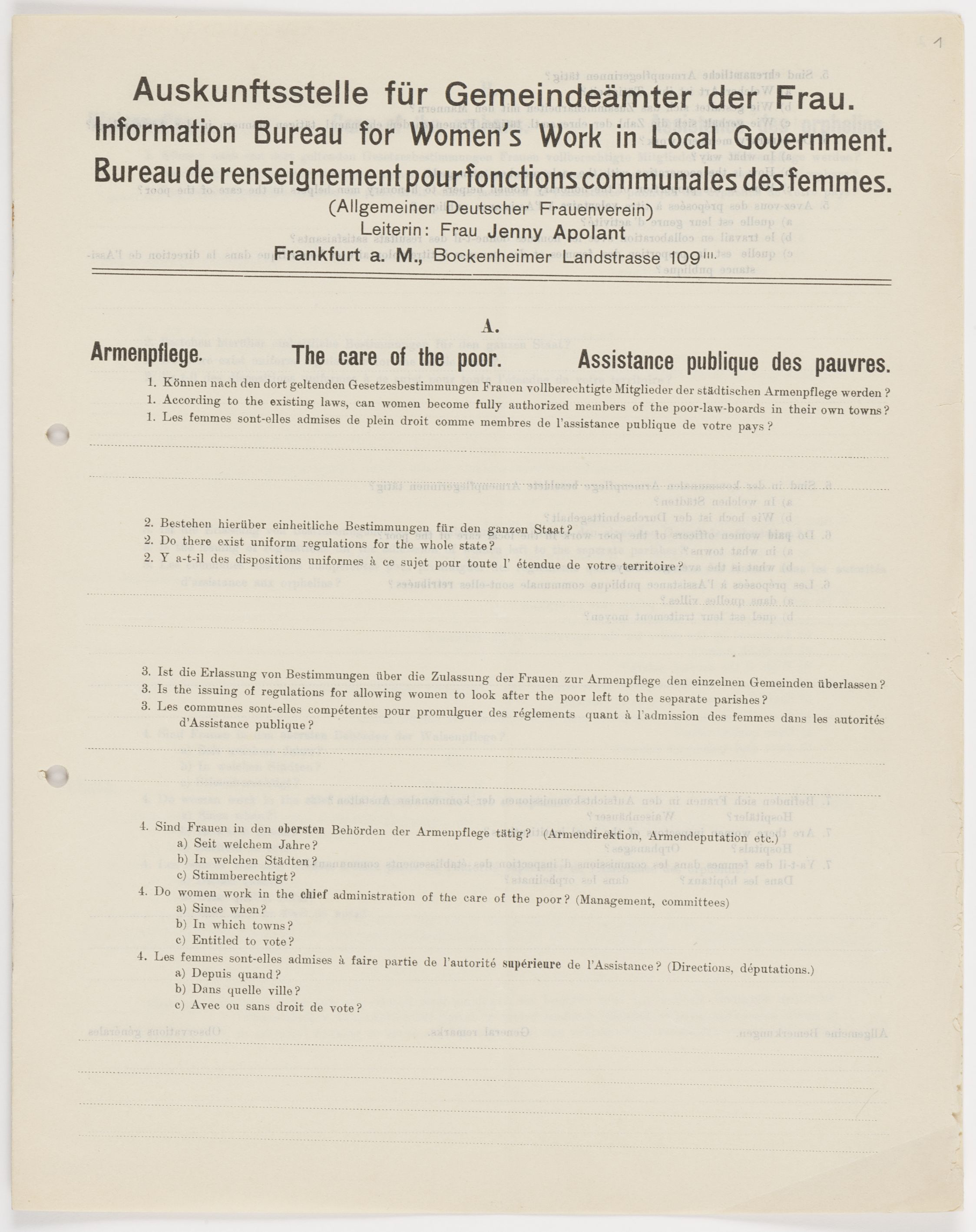
Mit Fragebogenaktionen erhob die Auskunftsstelle für Gemeindeämter der Frau des ADF Daten zur sozialen, politischen und rechtlichen Lage, um Forderungen statistisch zu untermauern (hier 1908)

Am 7. März 1865 hielt die Lehrerin Auguste Schmidt ihren ersten öffentlichen Vortrag, „Leben ist Streben“. Damit machte sie auf ihr Anliegen der Gründung eines Bildungsvereins für Frauen nach dem Vorbild der Arbeiterbildungsvereine aufmerksam. Wenige Tage später rief sie gemeinsam mit der Schulleiterin Ottilie von Steyber, der Schriftstellerin Louise Otto-Peters, der Erzieherin Henriette Goldschmidt und anderen den Frauenbildungsverein Leipzig (FBV) ins Leben.
Mit dem Ziel, einen Frauenverein zu gründen, kam es vom 16.–18. Oktober 1865 in Leipzig zu einer reichsweiten Frauenkonferenz. Die vom FBV initiierte Konferenz führte am 18. Oktober zur Gründung des Allgemeinen Deutschen Frauenvereins, der sich im Wesentlichen als Frauenbildungsverein verstand. Dieses Datum markiert den Beginn der organisierten deutschen Frauenbewegung. Es galt der Grundsatz „alles für die Frauen durch die Frauen“. In einer Zeit, in der die Vorstände der Frauenvereine aus Männern bestanden, war das ein revolutionärer Leitsatz. Der Ausschluss von Männern aus dem ADF blieb nicht ohne Kritik. Aber Louise Otto bestand auf diesem emanzipatorischen Grundsatz weiblicher Selbsthilfe.
Weil die Konferenz während der Jahrestage der Völkerschlacht stattfand, wurde sie von der zeitgenössischen Presse als „Leipziger Frauenschlacht“ verspottet und sie prophezeite „eine Kriegserklärung der unterdrückten Frauen gegen die Männerwelt“. Die etwa 300 Teilnehmerinnen stammten vornehmlich aus Sachsen, aber auch Frauen aus anderen Teilen des Deutschen Bundes waren vertreten. Zu den wenigen als Berater oder Ehrenmitglieder anwesenden Männern gehörte August Bebel.
1890 setzte ein starker Mitgliederzuwachs ein. Im März 1894 wurde ein neuer Dachverband, der Bund Deutscher Frauenvereine (BDF), gegründet. Um 1913 gehörten der Bewegung etwa 500.000 Frauen an. Heute steht der Deutsche Frauenrat in der Tradition des BDF.
Nach 1918 erweiterte der ADF seine Aufgaben auf allgemeinpolitische Frauenarbeit und nannte sich ab 1920 Deutscher Staatsbürgerinnen-Verband. 1933 löste sich der Verein selbst auf, um nicht mit nationalsozialistischen Verbänden „gleichgeschaltet“ zu werden, und nahm unter dem Namen Deutscher Staatsbürgerinnen-Verband erst 1947 und bis heute seine Vereinstätigkeit wieder auf.

## Ziele und Leistungen
Eines der Hauptziele des Vereines war es, Bildungschancen für Frauen zu verbessern und deren Berufstätigkeit zu fördern und „für die erhöhte Bildung des weiblichen Geschlechts und die Befreiung der weiblichen Arbeit von allen ihrer Entfaltung entgegenstehenden Hindernissen mit vereinten Kräften zu wirken“. Frauen aus dem Bürgertum standen damals nur die Berufe Gouvernante, Lehrerin, Gesellschafterin und allenfalls Heimarbeit offen. Sie waren zudem nicht zu höheren Bildungsinstitutionen zugelassen, Abitur und Universitätsstudium waren ihnen verwehrt. Der ADF forderte ein Recht auf Arbeit und die Einrichtung von Industrie- und Handelsschulen für Mädchen und gleichen Lohn für gleiche Arbeit.
§1 des ADF:
„Der Allgemeine deutsche Frauenverein hat die Aufgabe, für die erhöhte Bildung des weiblichen Geschlechts und die Befreiung der weiblichen Arbeit von allen ihrer Entfaltung entgegenstehenden Hindernissen mit vereinten Kräften zu wirken.“
Weitere Themen waren der Arbeiterinnen- und Mutterschutz und die Forderung nach dem Wahlrecht für Frauen sowie rechtlicher Gleichstellung. Zu diesem Zweck richtete der ADF anlässlich der Revision des bürgerlichen Gesetzbuches eine Petition an den Reichstag. Diese Bemühungen blieben aber erfolglos. Zudem leistete der ADF wichtige Arbeit in der Organisation der deutschen Frauenbewegung.

## Vereinsstruktur und Mitglieder

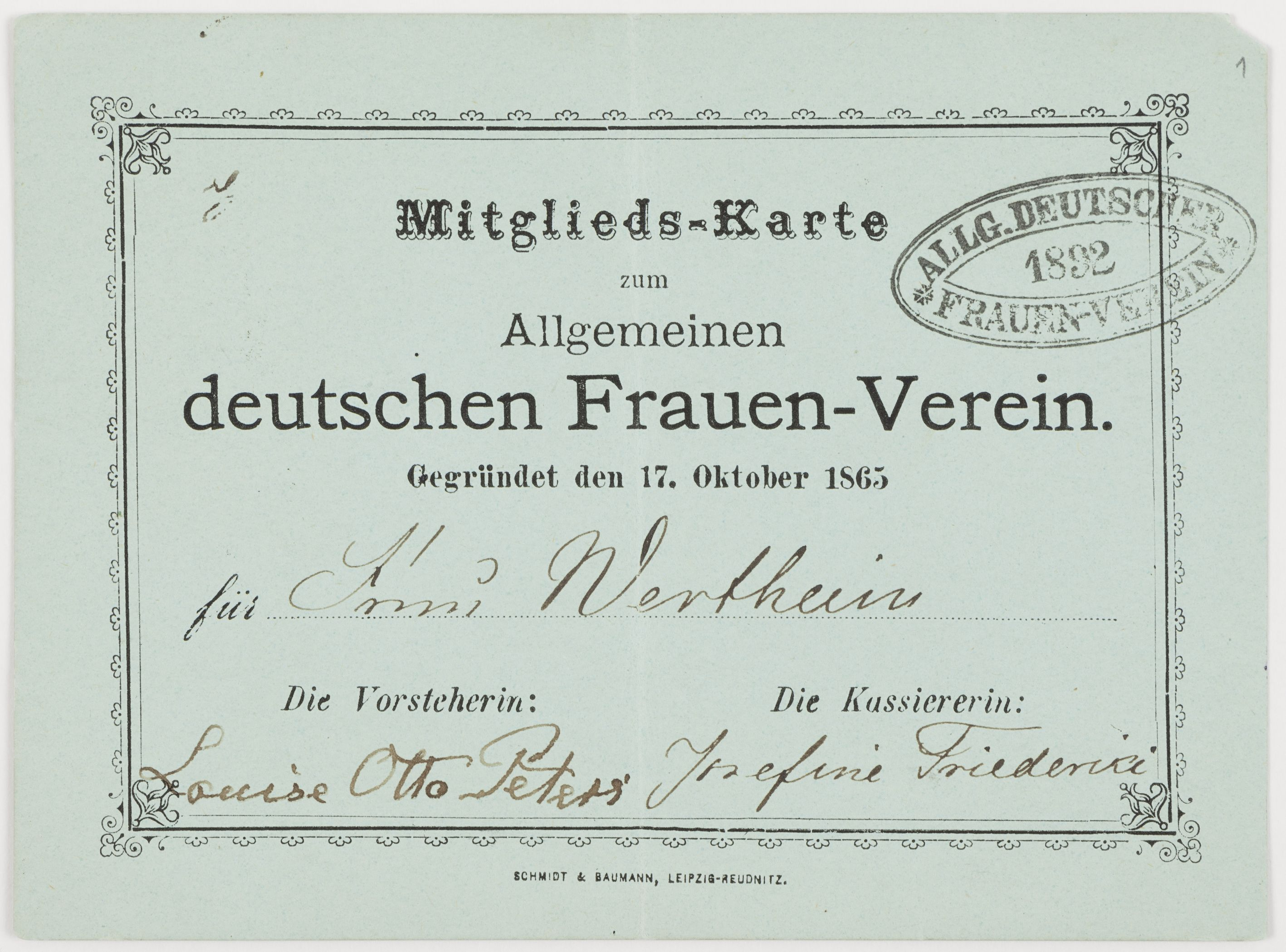
Mitgliedskarte von 1892, unterschrieben von der Vorsteherin Louise Otto-Peters und der Kassiererin Josefine Friederici

Bei der Vereinsgründung übernahm Louise Otto-Peters den Vorsitz. Ihre Stellvertreterin war Auguste Schmidt, die nach Otto-Peters' Tod 1895 die Leitung übernahm. 1902 übernahm Helene Lange den Vorsitz des ADF.
Beitrittsberechtigt waren volljährige Frauen. Minderjährige konnten als Zuhörerinnen ohne Stimmrecht zugelassen werden. Männer konnten nicht Vollmitglieder werden, sie hatten nur beratendes Stimmrecht, was dem Verein den Vorwurf der Männerfeindlichkeit einbrachte. Der Philosoph Hermann von Leonhardi wurde zum Ehrenmitglied ernannt.
Der Deutsche Staatsbürgerinnen-Verband ist Mitglied des Dachverbandes der deutschsprachigen Frauen/Lesbenarchive, -bibliotheken und -dokumentationsstellen i.d.a.

## Neue Bahnen
Ab 1849 gab Louise Otto-Peters die feministische Frauen-Zeitung heraus, bis presserechtliche Auflagen ihr dies Ende 1850 verwehrten. Die 1865/1866 gegründete Zeitschrift Neue Bahnen war als Sprachrohr des Allgemeinen Deutschen Frauenvereins das wichtigste Publikationsorgan der deutschen Frauenbewegung. Daneben entwickelte sich in den 1890er Jahren ein breites Spektrum feministischer Zeitschriften, die den verschiedenen Flügeln der Frauenbewegung zugeordnet waren: proletarisch, sozialdemokratisch, radikal, bürgerlich, protestantisch, katholisch, jüdisch. Die Zeitschrift Neue Bahnen wurde von Louise Otto-Peters und Auguste Schmidt redigiert. Sie erschienen zweiwöchentlich. Berichtet wurde über Frauenvereine, Petitionen, Bildungsfragen und neue Berufszweige. Die Neuen Bahnen grenzten sich klar gegen Familienzeitschriften und andere nicht-feministische Frauenzeitungen ab.
1899 besprach Auguste Schmidt die Broschüre Der Student und das Weib, die auf einem von Clara Zetkin gehaltenen Vortrag basierte. Auguste Schmidt setzte sich in ihrer Rezension für eine Ehe ohne Kirche und Standesamt ein und propagierte die Scheidung. Sie forderte das Selbstbestimmungsrecht der Frau, insbesondere das Recht, „in der Liebe die Freiheit der Wahl zu haben“.

## Vorsitzende
- ab 1865 Louise Otto-Peters
- ab 1895 Auguste Schmidt
- ab 1902 Helene Lange
- ab 1921 Dorothee von Velsen